# Tổ chức Hàng không Dân dụng Quốc tế
Tổ chức Hàng không dân dụng quốc tế (ICAO) là một cơ quan chuyên môn của Liên Hợp Quốc có nhiệm vụ thống nhất các nguyên tắc, kỹ thuật của hàng không quốc tế và thúc đẩy việc quy hoạch, phát triển hàng không quốc tế nhằm đảm bảo sự phát triển an toàn, lành mạnh của ngành hàng không. Trụ sở ICAO ở Quận Quốc tế Montréal tại Montréal, Québec, Canada.
Hội đồng ICAO công bố tiêu chuẩn, khuyến nghị về hàng không, cơ sở hạ tầng hàng không, kiểm tra máy bay, ngăn chặn can thiệp bất hợp pháp và thủ tục xuyên biên giới về hàng không dân dụng quốc tế. ICAO quy định thủ tục điều tra tai nạn và sự cố hàng không mà những nước thành viên Công ước về hàng không dân dụng quốc tế tuân theo.
Ủy ban Hàng không ICAO là cơ quan chuyên môn kỹ thuật của ICAO, gồm 19 ủy viên được các nước thành viên ICAO đề cử cho Hội đồng ICAO bổ nhiệm. Ủy viên Ủy ban Hàng không không phải là đại diện của nước đề cử và hoạt động độc lập. Ủy ban Hàng không phân công các ban kỹ thuật xây dựng tiêu chuẩn, khuyến nghị. Tiêu chuẩn được Ủy ban Hàng không phê chuẩn sẽ được trình Hội đồng ICAO thảo luận trước khi thông qua, công bố.
Khác với những tổ chức hàng không quốc tế khác như Hiệp hội Vận tải Hàng không Quốc tế, Tổ chức các nhà cung cấp dịch vụ Bảo đảm hoạt động bay và Hội đồng sân bay quốc tế, chỉ ICAO được trao thẩm quyền quốc tế về hàng không theo công ước.

## Lịch sử

### Thế kỷ 20
Tiền thân của ICAO là Ủy ban Hàng không quốc tế (ICAN). ICAN họp lần đầu tiên tại Berlin, Đức vào năm 1903 nhưng không đạt được thỏa thuận giữa tám nước tham gia hội nghị. Tại hội nghị thứ hai vào năm 1906 tại Berlin, 27 nước tham gia hội nghị. Hội nghị ICAN thứ ba được tổ chức tại Luân Đôn vào năm 1912 và quy định tần số tín hiệu gọi vô tuyến đầu tiên cho máy bay. ICAN tiếp tục hoạt động cho đến năm 1945.
Ngày 7 tháng 12 năm 1944, Công ước về Hàng không dân dụng quốc tế được 52 nước ký kết tại Chicago. Công ước quy định thành lập một Tổ chức Hàng không dân dụng quốc tế lâm thời (PICAO) thay thế ICAN, hoạt động cho đến khi công ước được ít nhất 26 nước phê chuẩn. PICAO bắt đầu hoạt động vào ngày 6 tháng 6 năm 1945. Công ước được phê chuẩn vào ngày 5 tháng 3 năm 1947. Ngày 4 tháng 4 năm 1947, ICAO được thành lập thay thế PICAO.
Tháng 10 năm 1947, ICAO trở thành một cơ quan chuyên môn của Liên Hợp Quốc trực thuộc Hội đồng Kinh tế và Xã hội.

### Thế kỷ 21
Tháng 4 năm 2013, Qatar mời ICAO dời trụ sở từ Montréal đến Doha vì Montréal "quá xa châu Âu và châu Á", "mùa đông lạnh", thuế cao và khó đi lại đến trụ sở do chính phủ Canada chậm cấp thị thực. Qatar cam kết sẽ xây dựng một trụ sở mới cho ICAO và bao toàn bộ chi phí cho việc chuyển trụ sở. Tờ báo The Globe and Mail cho rằng sở dĩ Qatar mời ICAO một phần là vì chính sách đối ngoại thân Israel của Thủ tướng Canada Stephen Harper.
Một tháng sau, Qatar rút đề nghị sau khi Hội đồng ICAO biểu quyết bác bỏ một đề nghị chuyển địa điểm hội nghị ba năm một lần của ICAO đến Doha với 22 nước biểu quyết chống, 14 nước biểu quyết thuận.

## Quy chế ICAO
Công ước về Hàng không dân dụng quốc tế là bản quy chế của ICAO, có hiệu lực từ ngày 4 tháng 4 năm 1947. Công ước đã được sửa đổi, bổ sung tám lần, gần đây nhất là vào năm 2006 và có 19 phụ lục.

## Thành viên

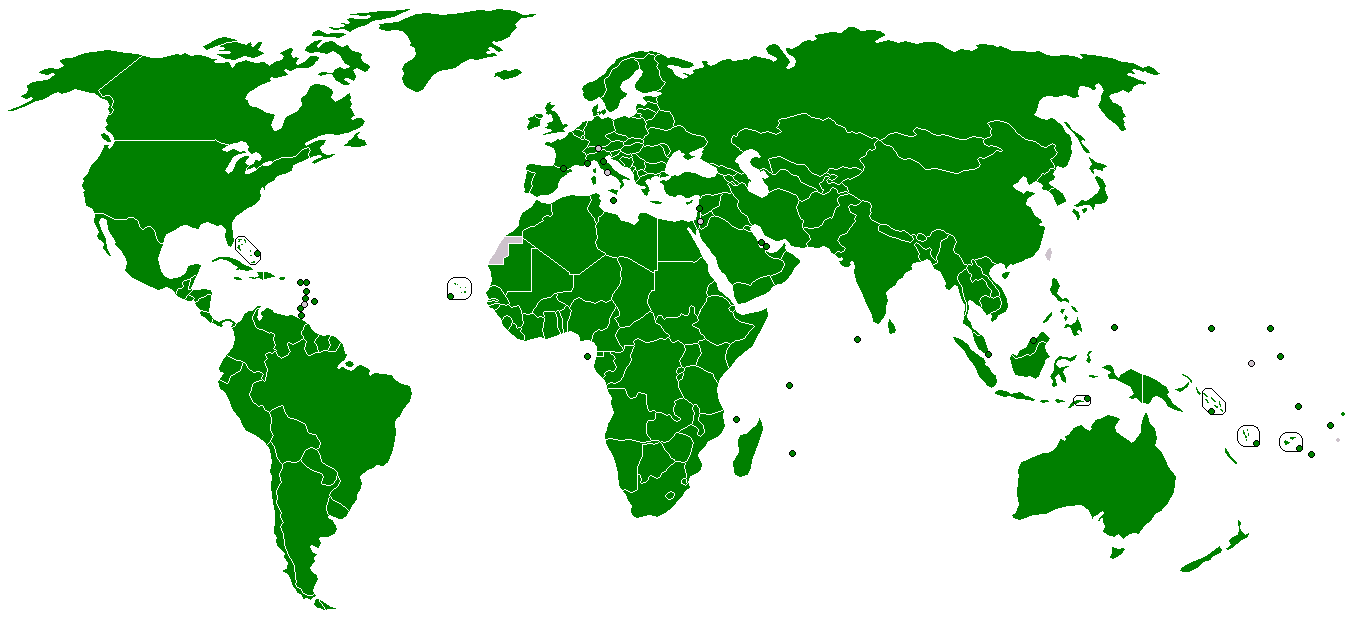
Các nước thành viên Tổ chức Hàng không dân dụng quốc tế

Tính đến tháng 4 năm 2019, ICAO có 193 thành viên, gồm 192 trong số 193 nước thành viên Liên Hợp Quốc (ngoại trừ Liechtenstein do không có sân bay quốc tế) và Quần đảo Cook.
Liechtenstein ủy quyền cho Thụy Sĩ tham gia Công ước về Hàng không dân dụng quốc tế và điều ước có hiệu lực trên lãnh thổ Liechtenstein.

### Loại trừ Đài Loan
Trung Hoa Dân quốc là một thành viên sáng lập của ICAO. Sau khi Trung Hoa Dân quốc dời sang Đài Loan, Cộng hòa Nhân dân Trung Hoa thừa kế quyền đại diện Trung Quốc vào năm 1971.
Năm 2013, Đài Loan lần đầu tiên được mời tham dự kỳ họp thứ 38 của Đại hội đồng ICAO dưới tên gọi Đài Bắc Trung Hoa. Từ tháng 9 năm 2019, Đài Loan chưa được mời tham dự lại do sức ép của Trung Quốc.

## Tổ chức

### Hội đồng ICAO

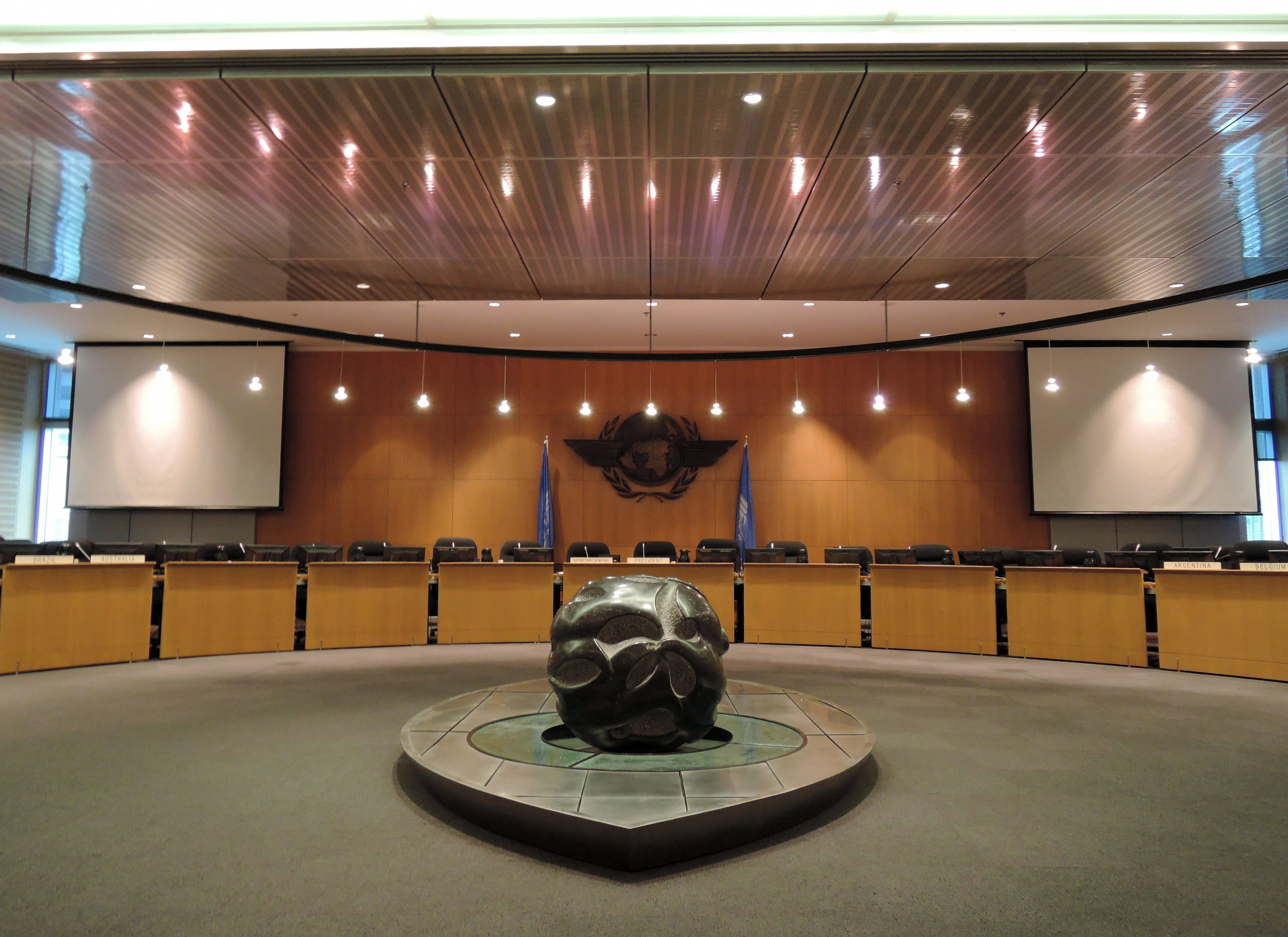
Phòng họp Hội đồng ICAO vào tháng 7 năm 2013

Hội đồng ICAO gồm 36 nước thành viên do Đại hội đồng bầu ra theo ba nhóm với nhiệm kỳ ba năm. Hội đồng ICAO đương nhiệm được bầu ra vào tháng 10 năm 2022 và gồm những nước thành viên sau đây:
| Nhóm I (Quan trọng nhất)                                                            | Nhóm II (Đóng góp lớn) | Nhóm III (Đại diện khu vực) |
| ----------------------------------------------------------------------------------- | --- | --- |
| - Úc - Brasil - Canada - Trung Quốc - Pháp - Đức - Ý - Nhật Bản - Anh Quốc - Hoa Kỳ | - Argentina - Áo - Ai Cập - Iceland - Ấn Độ - México - Nigeria - Ả Rập Xê Út - Singapore - Nam Phi - Tây Ban Nha - Venezuela | - Bolivia - Chile - El Salvador - Guinea Xích đạo - Ethiopia - Ghana - Jamaica - Malaysia - Mauritania - Qatar - Hàn Quốc - România - Các Tiểu vương quốc Ả Rập Thống nhất - Zimbabwe |

### Ủy ban Hàng không ICAO

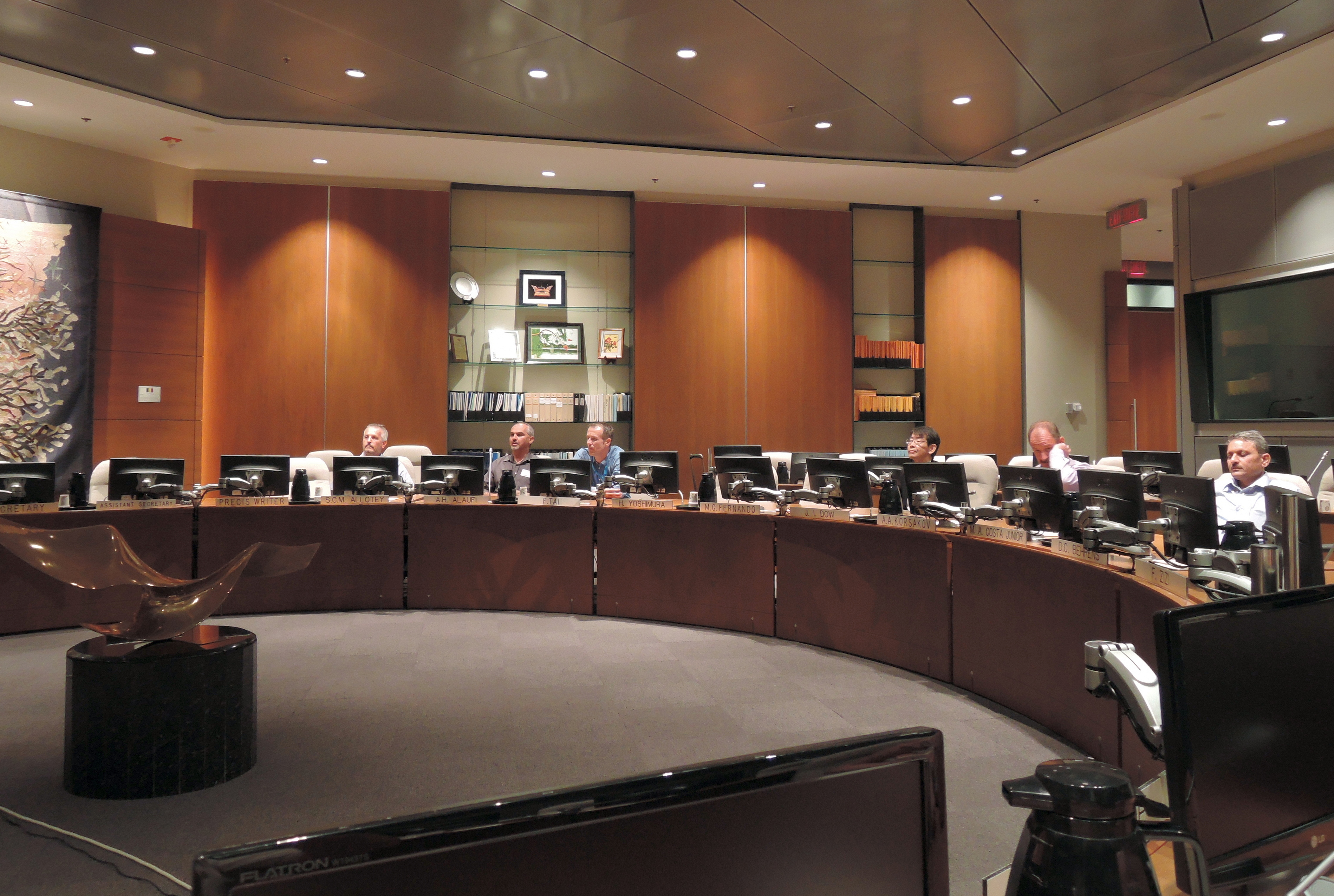
Phòng họp Ủy ban Hàng không ICAO vào tháng 7 năm 2013

Ủy ban Hàng không là cơ quan chuyên môn kỹ thuật của ICAO, có nhiệm vụ xây dựng, đề nghị các tiêu chuẩn hàng không theo 17 trong số 19 phụ lục của Công ước về hàng không dân dụng quốc tế. Ủy ban Hàng không gồm 19 ủy viên do những nước thành viên ICAO đề cử. Ủy viên Ủy ban Hàng không không phải là đại diện của nước đề cử và hoạt động độc lập vì lợi ích của toàn thể ngành hàng không dân dụng. Đại diện của những nước thành viên ICAO và tối đa tám người thuộc ngành hàng không dân dụng có thể được mời dự thính phiên họp Ủy ban Hàng không.

## Tiêu chuẩn ICAO

### Tiêu chuẩn hộ chiếu
ICAO đã công bố tiêu chuẩn hộ chiếu đọc bằng máy. Trên hộ chiếu đọc bằng máy, ngoài thông tin được viết bằng văn bản, có một ô có thông tin được viết bằng ký tự chữ và số có thể được nhận dạng ký tự quang học, giúp cho cán bộ xuất nhập cảnh và những nhân viên thực thi pháp luật khác nhanh chóng xử lý hộ chiếu mà không phải thủ công nhập thông tin vào máy tính.
Ngoài ra, ICAO có tiêu chuẩn hộ chiếu sinh trắc học. Hộ chiếu sinh trắc học có gắn chip RFID chứa thông tin sinh trắc học và chữ ký số của người mang hộ chiếu.

### Mã tham chiếu sân bay
| Số | Chiều dài đường băng           |
| -- | ------------------------------ |
| 1  | < 800 m (2.625 ft)             |
| 2  | 800–1.200 m (2.625–3.937 ft)   |
| 3  | 1.200–1.800 m (3.937–5.906 ft) |
| 4  | ≥ 1.800 m (5.906 ft)           |

| Loại | Sải cánh                 | Khoảng cách càng hạ cánh | Airbus          | Boeing           | Những dòng máy bay khác                         |
| ---- | ------------------------ | ------------------------ | --------------- | ---------------- | ----------------------------------------------- |
| A    | < 15 m (49,2 ft)         | < 4,5 m (14,8 ft)        |                 |                  | BN-2 Islander, Tecnam P2012                     |
| B    | 15–24 m (49,2–78,7 ft)   | 4,5–6 m (14,8–19,7 ft)   |                 |                  | CRJ 100/200/700, Embraer ERJ, Saab 340, EMB 120 |
| C    | 24–36 m (78,7–118,1 ft)  | 6–9 m (19,7–29,5 ft)     | A220, A320      | B717, B727, B737 | ATR 42/72, CRJ900/1000, Dash 8, Embraer E-Jet   |
| D    | 36–52 m (118,1–170,6 ft) | 9–14 m (29,5–45,9 ft)    | A300/A310       | B707, B757, B767 | DC-10/MD-11, IL-86, L-1011                      |
| E    | 52–65 m (170,6–213,3 ft) | 9–14 m (29,5–45,9 ft)    | A330/A340, A350 | B747, B777, B787 | IL-96                                           |
| F    | 65–80 m (213,3–262,5 ft) | 14–16 m (45,9–52,5 ft)   | A380            | B747-8           | Antonov An-124 Ruslan                           |

## Mã đăng ký ICAO
Cả ICAO và IATA đều có hệ thống mã sân bay và hãng hàng không riêng.

### Mã sân bay
Mã sân bay ICAO gồm bốn chữ dựa trên khu vực, quốc gia của sân bay. Ví dụ: mã sân bay ICAO của Sân bay Paris-Charles-de-Gaulle là LFPG, L là Nam Âu, F là Pháp, PG là Paris de Gaulle, trong khi mã sân bay ICAO của Sân bay Paris-Orly là LFPO. Đối với hầu hết các sân bay trên thế giới, mã ICAO và mã IATA của sân bay không liên quan đến nhau; mã sân bay IATA của Sân bay Paris-Charles-de-Gaulle là CDG. Tuy nhiên, mã sân bay ICAO của các sân bay tại Hoa Kỳ lục địa thông thường là mã sân bay IATA với chữ K ở đầu, đối với sân bay Canada thì với chữ C ở đầu. Ví dụ: mã sân bay ICAO của Sân bay quốc tế Los Angeles là KLAX, của Sân bay quốc tế Calgary là CYYC. Sân bay nào mà không có hãng hàng không khai thác đường bay thì sẽ không có mã sân bay IATA.

### Mã hãng hàng không
Mã hãng hàng không ICAO gồm ba chữ, ví dụ như UAL đối với United Airlines. ICAO cũng cung cấp mã định danh gồm một hoặc hai chữ cho phi công sử dụng khi liên lạc vô tuyến. Mã định danh đôi khi khác với mã hãng hàng không. Ví dụ: mã hãng hàng không của Japan Airlines là JAL và mã định danh là Japan Air, mã hãng hàng không của Aer Lingus là EIN nhưng mã định danh là Shamrock. Một chuyến bay có số hiệu 111 của Japan Airlines sẽ được viết là "JAL111" và được phát âm là "Japan Air One One One" trên rađiô, đối với Aer Lingus thì được viết là "EIN111" nhưng phát âm là "Shamrock One One One".

### Dấu hiệu đăng ký máy bay
ICAO công bố tiêu chuẩn dấu hiệu đăng ký máy bay, cũng được gọi là số đuôi. Dấu hiệu đăng ký máy bay gồm những ký tự chữ và số xác định quốc tịch của máy bay. Ví dụ: máy bay quốc tịch Hoa Kỳ có số đuôi bắt đầu bằng chữ N, máy bay quốc tịch Bahrain có số đuôi bắt đầu bằng A9C.

### Mã định danh loại máy bay
ICAO cũng cung cấp mã định danh gồm hai đến bốn chữ cái và số cho những loại máy bay phổ biến trong ngành hàng không, thông thường được sử dụng trong kế hoạch bay. Ví dụ: Boeing 747-100, -200 và -300 có mã định danh B741, B742 và B743.

## Đơn vị hàng không ICAO
Từ năm 2010, ICAO khuyến nghị với ngành hành không sử dụng Hệ đo lường quốc tế, cụ thể là:
- Kilômét trên giờ đối với tốc độ bay.
- Mét trên giây đối với tốc độ gió khi hạ cánh.
- Kilômét đối với quãng đường bay.
- Mét đối với độ cao.

Từ năm 1979, ngành hành không được phép sử dụng những đơn vị ngoài Hệ đo lường quốc tế mà phổ biến là:
- Nút đối với tốc độ.
- Hải lý đối với quãng đường bay.
- Foot đối với độ cao.

Inch thủy ngân được sử dụng tại Nhật Bản và Bắc Mỹ để đo áp suất nhưng Bản tin báo cáo thời tiết thường lệ (METAR) tại các sân bay Nhật Bản đôi khi chỉ hiển thị pascal.
Hiện tại, Nga và Trung Quốc sử dụng kilômét trên giờ để đo tốc độ bay. Trung Quốc và Cộng hòa Dân chủ Nhân dân Triều Tiên sử dụng mét để đo độ cao bay. Từ năm 2011, Nga chuyển từ mét sang foot đối với chuyến bay ở độ cao lớn. Từ tháng 2 năm 2017, Nga chỉ sử dụng foot để đo độ cao. Chiều dài đường băng được đo bằng mét trên toàn thế giới, ngoại trừ ở Bắc Mỹ nơi foot vẫn là đơn vị phổ biến.
| Đại lượng                                  | Khuyến nghị                  | Phổ biến hiện tại                         | Ghi chú |
| ------------------------------------------ | ---------------------------- | ----------------------------------------- | --- |
| Tốc độ không khí và tốc độ trên đường băng | Kilômét trên giờ             | Nút                                       | Số Mach đôi khi được sử dụng để đo tốc độ trên chuyến bay ở độ cao lớn. |
| Quãng đường (mặt đất)                      | Kilômét                      | Hải lý                                    | Tàu lượn tại châu Âu sử dụng kilômét để đo quãng đường. |
| Độ cao bay†                                | Mét                          | Foot                                      | Mét được sử dụng tại Trung Quốc, Mông Cổ, Cộng hòa Dân chủ Nhân dân Triều Tiên, Kyrgyzstan, Kazakhstan, Tajikistan và Uzbekistan. Từ năm 2017, Nga chuyển từ mét sang foot.                                                                                            |
| Đường băng                                 | Mét                          | Mét hoặc foot                             | Foot được sử dụng để đo chiều dài đường băng tại Bắc Mỹ. |
| Tốc độ gió                                 | Mét trên giây                | Nút                                       | Trước năm 2010, ICAO khuyến nghị sử dụng kilômét trên giờ để đo tốc độ gió trên đường băng. Mét trên giây được sử dụng tại các sân bay Nga và Trung Quốc. |
| Tốc độ leo                                 | Mét trên giây                | Foot trên phút, nút, mét trên giây        | Tốc độ leo được đo bằng cảm biến. |
| Nhiệt độ                                   | Độ Celsius                   | Độ Celsius                                | Độ Celsiusis được sử dụng để báo cáo thời tiết hàng không trên toàn cầu. Độ Fahrenheit có thể được sử dụng để hiển thị nhiệt độ hệ thống (thông gió và điều hòa không khí, động cơ) trên những máy bay Bắc Mỹ đời cũ.                                                  |
| Giáng thủy                                 | Milimét                      | Inch                                      | |
| Áp suất khí quyển                          | Pascal                       | Inch thủy ngân, bar, pascal               | Hectopascal được sử dụng phổ biến trên thế giới, inch thủy ngân được sử dụng tại Nhật bản và Bắc Mỹ. Một hectopascal bằng một millibar. |
| Tầm nhìn xa                                | Mét                          | Foot, dặm Anh, mét                        | Mét được sử dụng trên hầu hết thế giới. Tầm nhìn xa hơn 5000 m có thể được ghi bằng kilômét. Các sân bay tại Canada, Hoa Kỳ và México sử dụng dặm Anh hoặc foot khi đo bằng laze.                                                                                      |
| Chiều cao đám mây                          | Mét                          | Foot                                      | |
| Thời gian                                  | Giờ Phối hợp Quốc tế         | Giờ Phối hợp Quốc tế                      | |
| Dung tích bể                               | Lít                          | Kilôgam, pound, gallon, lít               | Được sử dụng để đo dung tích bể nhiên liệu của máy bay. Đơn vị phụ thuộc vào máy đo của máy bay. |
| Thể tích                                   | Mét khối                     | Mét khối                                  | |
| Khối lượng                                 | Kilôgam                      | Pound, tấn, tấn (Anh), tấn thiếu, kilôgam | Được sử dụng để đo nhiên liệu, khối hàng, tổng khối lượng và trọng tải. Tấn có thể được sử dụng để đo tổng khối lượng và trọng tải. Tấn thông thường được sử dụng trong quá trình lên kế hoạch bay để ước tính trọng lượng. Tấn có thể là tấn, tấn Anh hoặc tấn thiếu. |
| Phương hướng                               | Độ                           | Độ                                        | Được đo bằng đồng hồ hiển thị đường chân trời và đơn vị luôn là độ. (Cảm biến, dữ liệu và phép tính có thể sử dụng độ và radian vì nhiều nhà khoa học, kỹ sư thích sử dụng radian.)                                                                                    |
| Độ lượn                                    | Độ trên giây, phút trên vòng | Độ trên giây, phút trên vòng              | Độ lượn thông thường của máy bay thương mại là 3 độ/giây, được đảo ngược thành 2 phút/vòng. |
| Hướng bay                                  | Các hướng của la bàn         | Các hướng của la bàn                      | Được đo bằng đồng hồ chỉ hướng. |

## Trụ sở và các văn phòng khu vực
ICAO có một trụ sở, bảy văn phòng khu vực và một văn phòng phụ:
- Trụ sở – Montréal, Québec, Canada
- Châu Á–Thái Bình Dương – Băng Cốc, Thái Lan; văn phòng phụ – Bắc Kinh, Trung Quốc
- Đông và Nam Phi – Nairobi, Kenya
- Châu Âu và Bắc Đại Tây Dương – Paris, Pháp
- Bắc Mỹ, Trung Mỹ và Caribe – Thành phố México, México
- Nam Mỹ – Lima, Peru
- Tây và Trung Phi – Dakar, Sénégal

## Lãnh đạo

### Danh sách tổng thư ký ICAO
| Tên                           | Quốc gia   | Nhiệm kỳ            |
| ----------------------------- | ---------- | ------------------- |
| Juan Carlos Salazar Gómez     | Colombia   | Từ tháng 8 năm 2021 |
| Liễu Phương                   | Trung Quốc | 2015–08/2021        |
| Raymond Benjamin              | Pháp       | 2009–2015           |
| Taïeb Chérif                  | Algeria    | 2003–2009           |
| Renato Claudio Costa Pereira  | Brazil     | 1997–2003           |
| Philippe Rochat               | Thụy Sĩ    | 1991–1997           |
| Shivinder Singh Sidhu         | Ấn Độ      | 1988–1991           |
| Yves Lambert                  | Pháp       | 1976–1988           |
| Assad Kotaite                 | Liban      | 1970–1976           |
| Bernardus Tielman Twigt       | Hà Lan     | 1964–1970           |
| Ronald MacAllister Macdonnell | Canada     | 1959–1964           |
| Carl Ljungberg                | Thụy Điển  | 1952–1959           |
| Albert Roper                  | Pháp       | 1944–1951           |

### Danh sách chủ tịch Hội đồng ICAO

Roberto Kobeh González, chủ tịch Hội đồng ICAO từ năm 2006 đến năm 2013

| Tên                    | Quốc gia  | Nhiệm kỳ      |
| ---------------------- | --------- | ------------- |
| Salvatore Sciacchitano | Ý         | 2020–hiện tại |
| Olumuyiwa Benard Aliu  | Nigeria   | 2013–2019     |
| Roberto Kobeh Gonzalez | México    | 2006–2013     |
| Assad Kotaite          | Liban     | 1976–2006     |
| Walter Binaghi         | Argentina | 1957–1976     |
| Edward Pearson Warner  | Hoa Kỳ    | 1947–1957     |

## Điều tra tai nạn, sự cố hàng không
Hầu hết các cuộc điều tra sự cố hàng không được quốc gia liên quan tới sự cố đó tiến hành. Ví dụ: Cục Điều tra sự cố hàng không Anh có thẩm quyền điều tra các tai nạn, sự cố hàng không trên lãnh thổ Anh. Từ khi được thành lập, ICAO đã tiến hành bốn cuộc điều tra sự cố hàng không, trong đó có hai trường hợp hai máy bay chở khách bị bắn hạ trên lãnh thổ có xung đột:
1. Chuyến bay 114 của Libyan Arab Airlines bị máy bay phản lực F-4 của Israel bắn hạ trên Bán đảo Sinai vào ngày 21 tháng 2 năm 1973, khiến 108 người thiệt mạng. Vụ bắn hạ xảy ra trong thời kỳ gia tăng căng thẳng dẫn tới Chiến tranh Yom Kippur.
2. Chuyến bay 007 của Korean Air Lines bị máy bay tiêm kích Su-15 của Liên Xô bắn hạ gần Đảo Moneron vào ngày 1 tháng 9 năm 1983 trong một thời kỳ căng thẳng của Chiến tranh Lạnh, khiến 269 người thiệt mạng, bao gồm Hạ nghị sĩ Hoa Kỳ Larry McDonald.[37]
3. Chuyến bay 772 của UTA từ N'Djamena, Tchad đến Paris, Pháp bị đánh bom trên Sa mạc Sahara vào ngày 19 tháng 9 năm 1989, khiến 156 hành khách và 15 thành viên phi hành đoàn thiệt mạng, bao gồm vợ của Robert L. Pugh, Đại sứ Hoa Kỳ tại Tchad. Cơ quan điều tra kết luận thủ phạm là phiến quân Tchad được Libya hỗ trợ, đã tuồn một quả bom vào khoang hàng của máy bay. Một tòa án Pháp kết án vắng mặt sáu công dân Libya về việc lên kế hoạch và tiến hành cuộc tấn công.[38]
4. Hai chiếc máy bay của Hội Huynh đệ Cứu viện bị Không quân Cuba bắn hạ vào ngày 24 tháng 2 năm 1996 trên vùng trời phía bắc của Cuba, khiến bốn người thiệt mạng. Một chiếc máy bay thứ ba trốn thoát trở về Hoa Kỳ. Quân đội Cuba ra lệnh bắn hạ hai chiếc máy bay vì rải truyền đơn chống phá chế độ Cuba.